# Kudo
Kudo, Kudo je bog mrtvih kod kostarikanskih Bribri Indijanaca. Osim što je vladar podzemlja, Kudo također kažnjava ljude koji krše tabue, obično izazivanjem bolesti ili slanjem otrovnih životinja da ih ugrizu.